# Course de taureaux

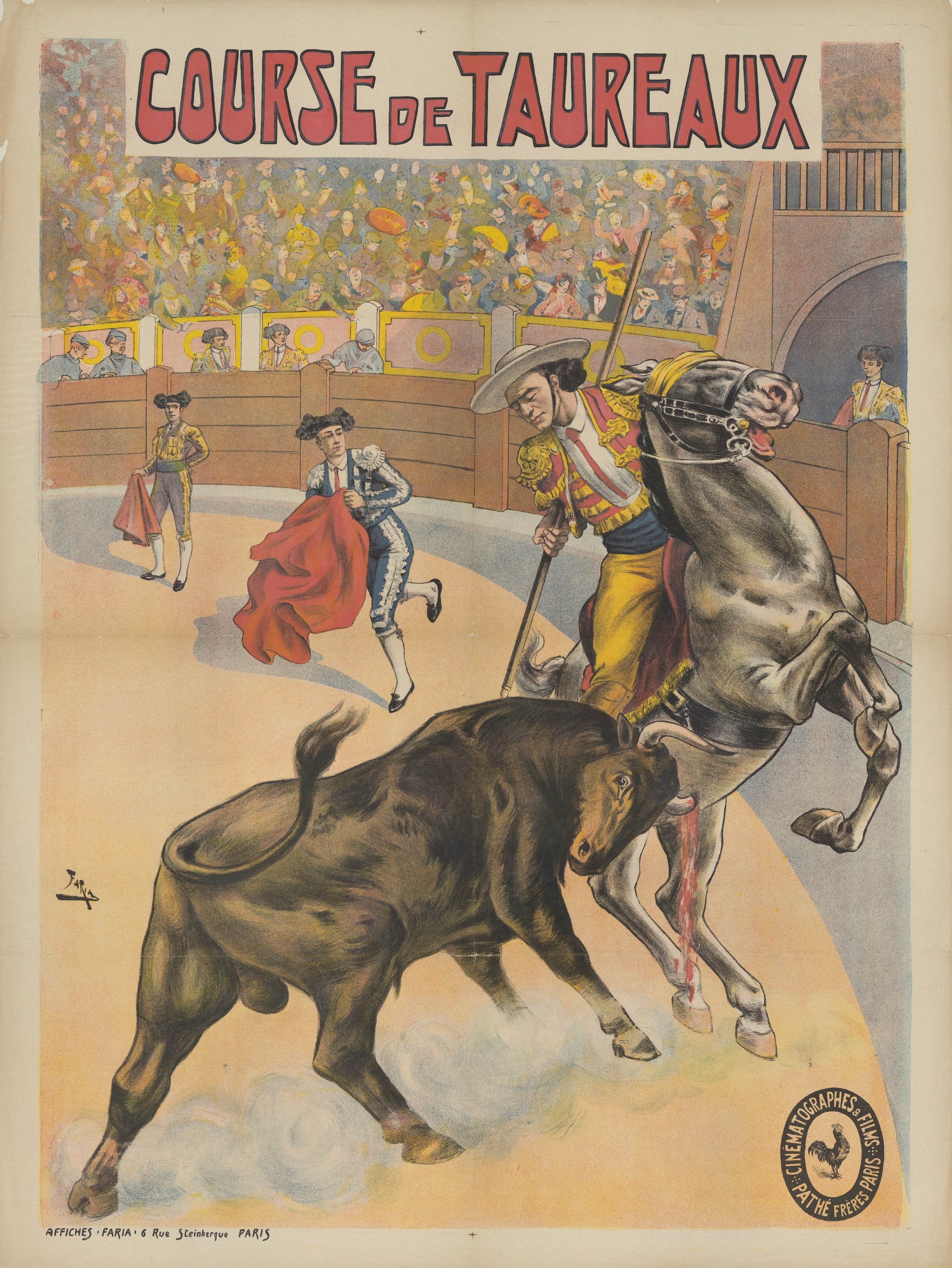
Affiche par Cândido de Faria pour le film Course de taureaux à Séville (1907, Pathé Frères). EYE Film Instituut Nederland.

La course de taureaux est un spectacle, au cours duquel des hommes affrontent le taureau, à pied ou à cheval. Elle consiste, soit en des combats à l’issue desquels le taureau est mis à mort, soit en des jeux sportifs, soit en des jeux burlesques. 

## Présentation générale
Il existe plusieurs formes de courses de taureaux :
Combats avec mise à mort de l'animal
- Corrida[4] :  combat à l’issue duquel le taureau est mis à mort, pratiquée essentiellement en Espagne, dans le Midi de la France, dans divers états d’Amérique latine et dans quelques communes du Portugal ;

- Corrida concours :  Corrida classique destinée à récompenser d'un prix les meilleures ganaderías

- Corrida de rejón : forme de corrida pratiquée à cheval ;

- Course portugaise ou corrida portugaise (en portugais, tourada) : combat à cheval à l’issue duquel le taureau est mis à mort mais pas en public, pratiquée essentiellement au Portugal mais également dans le Midi de la France ;

Jeux sportifs sans mise à mort de l'animal
- Course de recortadores : sport pratiqué dans le nord de l’Espagne (Navarre, Aragon, Castille-León, Pays basque, Communauté valencienne et communauté autonome de Murcie) ;

- Course camarguaise : sport pratiqué en France, dans les départements des Bouches-du-Rhône, du Gard et de l'Hérault et dans quelques communes du département de Vaucluse ;

- Course landaise : sport pratiqué en France dans les départements des Landes et du Gers ;

Jeux burlesques
- Toreo comique : parodie de corrida que l'on rencontre partout où est pratiquée cette dernière ;
- Toro de fuego : spectacle pyrotechnique parodiant la corrida dans les fêtes de villages en Espagne, utilisant de nos jours un faux taureau ;

Lâchers de taureaux
Il existe plusieurs formes de lâchers de taureaux dans les rues ou sur les places publiques, de jeux taurins parodiques ou burlesques, comptant d'innombrables variantes locales. On les rencontre partout où se pratiquent les autres formes de courses de taureaux : abrivado et bandido en Provence et en Languedoc, encierro, typique des fêtes de San Fermín à Pampelune.

## Présentation détaillée

### La corrida de rejón

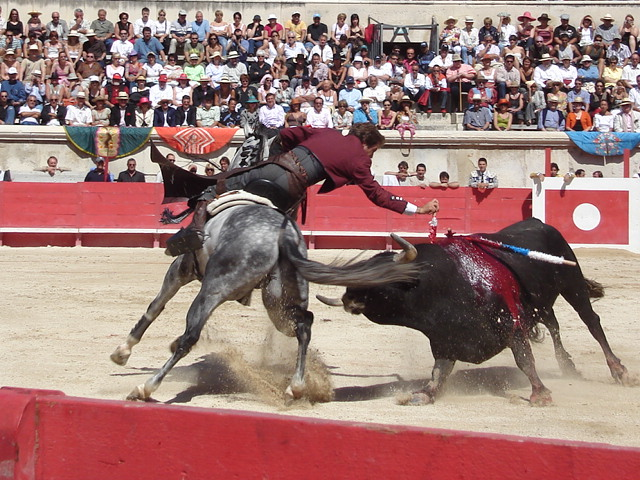
Une corrida de rejón

Pratiquée partout où se pratique la corrida à pied, c’est la corrida à cheval. Le taureau est combattu par un cavalier, le rejoneador. Son déroulement est similaire à celui de la corrida à pied. Toutefois, elle diffère en cela en privilégiant le travail du cheval et de son cavalier. La première femme rejoneadora et ayant ouvert la porte aux femmes à cette discipline fut Conchita Cintrón.

### La «course portugaise» (tourada)
Au Portugal, la mise à mort en public est interdite en fait depuis le XVIIIe siècle, en droit depuis 1928 ; de plus, le picador est également interdit. De ce fait, la corrida à pied n'y est que marginale, la corrida à cheval constituant l'essentiel de la tauromachie portugaise. Celle-ci est similaire à son homologue espagnole, qu'elle a d'ailleurs inspirée (Voir ci-dessus le chapitre « Histoire de la corrida »). Dans les deux cas, la mise à mort est remplacée par la pega effectuée par les forcados. 
Après son retour au toril, le taureau est en principe emmené à l'abattoir pour y être abattu ; parfois, il est ramené dans son élevage et soigné, afin de servir de reproducteur.

### La course camarguaise
Il s'agit d'un sport consistant pour les raseteurs à tenter de décrocher une cocarde accrochée entre les deux cornes du taureau, puis deux glands accrochés chacun à une corne, enfin deux ficelles, entourant chacune l'une des cornes.
Ce sport est pratiqué en France, dans les départements des Bouches-du-Rhône, du Gard, de l'Hérault et dans quelques communes du département de Vaucluse. Il est régi par la Fédération française de la course camarguaise dont le siège est à Nîmes.
À noter qu'il s'agit ici de taureaux camarguais (les « Camargue » ou « raço di biòu »), par opposition aux taureaux espagnols. Le taureau Camargue est plus petit (entre 300 et 450 kg pour les mâles), plus nerveux et rapide que son cousin espagnol, et ses cornes sont en forme de lyre.

### La course landaise
Il s'agit d'un sport consistant pour les « écarteurs » ou les « sauteurs » à défier une vache et à faire des sauts au-dessus ou des écarts à son passage.
Ce sport est pratiqué en France, dans les départements des Landes (d'où son nom) et du Gers. Il est régi par la Fédération française de la course landaise dont le siège est à Saint-Pierre-du-Mont (Landes).

### La course de recortadores
La course de recortadores est un sport pratiqué essentiellement dans le nord de l'Espagne (Navarre, Aragon, Castille-León, Pays basque), ainsi que dans les communautés autonomes de Valence et de Murcie. On peut la considérer comme une survivance de la tauromachie d'avant Francisco Montes.

### Le toreo comique ou «charlotade»
Le toreo comique ou charlotade (espagnol, toreo comico ou charlotada), forme de tauromachie aujourd'hui sensiblement tombée en désuétude, a connu un franc succès jusque dans les années 1960. Il s'agit de parodies de corridas dans lesquelles les toreros se livrent à toutes les excentricités devant des veaux. Souvent les toreros sont des nains. On a vu également quelques troupes de toreo comique utiliser des singes toreros.
À la sortie d'une « vraie » corrida, on entend parfois des spectateurs s'exclamer « C'était la charlotade ! » La corrida à laquelle ils viennent d'assister avait sans doute atteint le degré zéro de la qualité.

### Le toro-piscine
Ce jeu en vigueur essentiellement dans le Midi de la France, consiste à lâcher une vachette camarguaise ou landaise aux cornes emboulées dans l'arène. Ceux qui le veulent se livrent à des jeux : la statue (les concurrents doivent rester debout sur un tonneau, le gagnant étant le dernier à rester sur son tonneau), la partie de cartes (les concurrents doivent s'asseoir sur les tonneaux en formant un carré, comme s'ils jouaient aux cartes), le toro-ball (inspiré du hockey sur gazon, les crosses étant remplacées par des balais), etc. Au milieu de la piste, se trouve une piscine faite avec un mur de balles de paille et une bâche étanche ; le but consiste à faire entrer la vachette dans la piscine ; le plus spectaculaire consiste à y entrer en même temps que la vache. Les gagnants touchent des primes, afin de donner un enjeu.
Par dérision, les aficionados qualifient parfois une mauvaise corrida de « toro-piscine »,.

### Les lâchers de taureaux dans les rues
Dans nombre de villes et villages d'Espagne, de l'Estremadura et du Ribatejo au Portugal, et du Midi de la France, lors des fêtes locales, ont lieu des lâchers de taureaux dans les rues. Ces lâchers peuvent être considérés comme une survivance de la tauromachie ancienne et prennent d'innombrables formes et variantes locales.

#### L'encierro

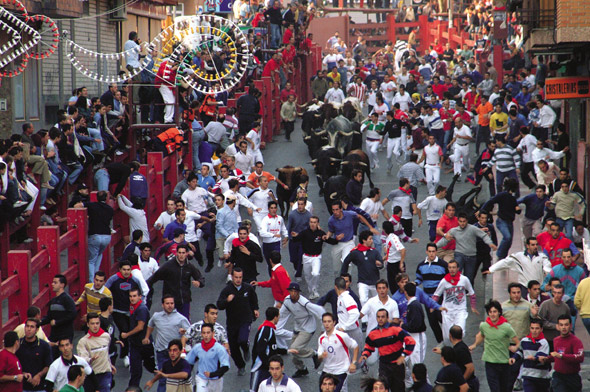
Encierro

Encierro est un terme espagnol signifiant littéralement « enfermement ». Au sens premier, ce mot désigne le fait d'enfermer les taureaux aux corrales, cours généralement attenantes aux arènes, dans lesquelles ils seront gardés jusqu'au jour de la corrida.
Dans un deuxième sens, il désigne le lot de taureaux destiné à la corrida. « Pour telle corrida, l'encierro est de Victoriano del Río » signifie donc « Pour telle corrida, le lot de taureaux vient de l’élevage de Victoriano del Río ».
Dans certaines villes d'Espagne, les corrales ne sont pas attenants aux arènes, de sorte que les taureaux doivent y être amenés le jour même de la corrida ; ils sont accompagnés par des cabestros, bœufs dressés à cet usage. Dans un troisième sens, l'encierro est donc le trajet effectué par les taureaux, depuis les corrales jusqu'aux arènes. Ceux qui en ont envie en profitent donc pour descendre dans la rue, sur le trajet de l'encierro, et font le parcours devant (ou derrière pour les moins téméraires !) les taureaux. Aujourd'hui, dans ces villes, l’encierro n'est donc plus fait pour des questions de nécessité (les quelques hectomètres qui séparent les corrales des arènes pourraient tout aussi bien être effectués en camion), mais devient un but en soi. Les plus célèbres des encierros sont ceux de Pampelune, lors des fêtes de San Fermín (du 7 au 14 juillet), mais nombre de villages du nord de l'Espagne en ont d'aussi spectaculaires et moins médiatisés.
Dans les villes et villages des Bouches-du-Rhône, du Gard et de l'Hérault, les encierros sont en fait des lâchers de taureaux de Camargue dans une rue fermée à ses deux extrémités par des charrettes et des barrières, ou sur une place publique dont les accès sont fermés de la même manière.

#### L’abrivado

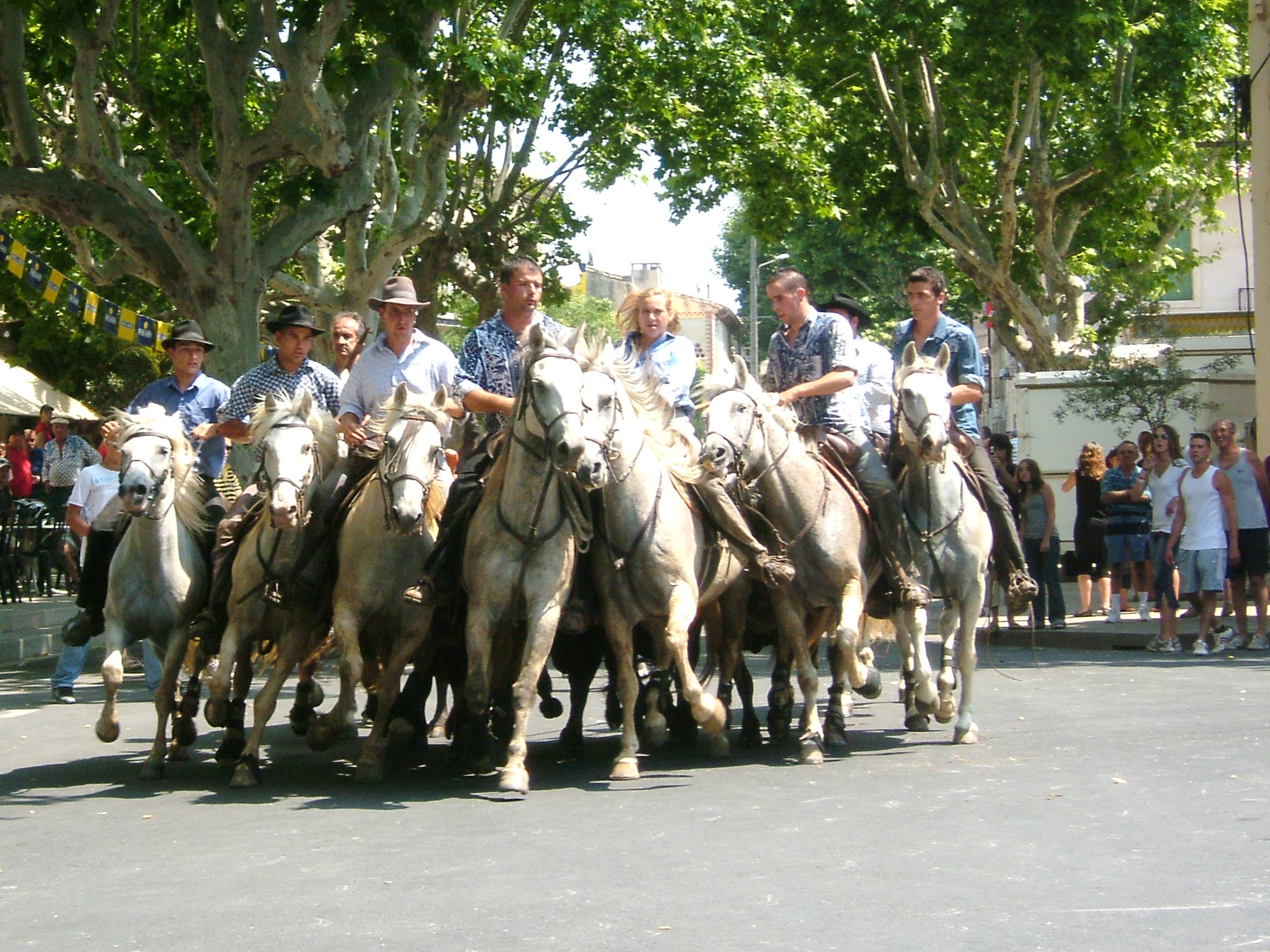
Abrivado à Calvisson dans le Gard

Mot provençal signifiant « arrivée ». Autrefois les taureaux qui participaient aux courses camarguaises faisaient le trajet à pied, accompagnés par les gardians. Dans les traversées de villages, les jeunes du pays tentaient de les faire échapper pour ensuite s'amuser avec. Afin de limiter les risques de voir leurs taureaux leur échapper, les gardians leur faisaient donc traverser le village au galop, à la vitesse la plus élevée possible.
Aujourd'hui, les abrivado sont organisées spécialement. Les rues sont barrées par des barrières de grande hauteur afin d'empêcher les taureaux de s'échapper en rase campagne, les gardians font semblant d'empêcher les attrapaïres (« attrapeurs » en provençal) de faire échapper le taureau, les atrapaïre rivalisent d'adresse et de témérité. Il est même organisé des concours d’abrivado, plusieurs éleveurs y participant et étant jugés sur le nombre de taureaux qu'ils ramènent au bercail.
À noter : Abrivado est un mot féminin ; comme tous les mots provençaux, il est invariable au pluriel. On écrit donc « une abrivado, des abrivado ». Quant à la prononciation du O final, il s’agit d'une voyelle atone, comme le O final en italien, en espagnol ou en portugais. Si vous parlez couramment l'une de ces trois langues, prononcez le O de abrivado comme dans Pesaro, Toledo ou Ronaldo. Si vous n'êtes ni italophone, ni hispanophone, ni lusophone, la moins mauvaise méthode consistera à faire comme si la dernière lettre était un E muet et prononcer abrivade.

#### La bandido

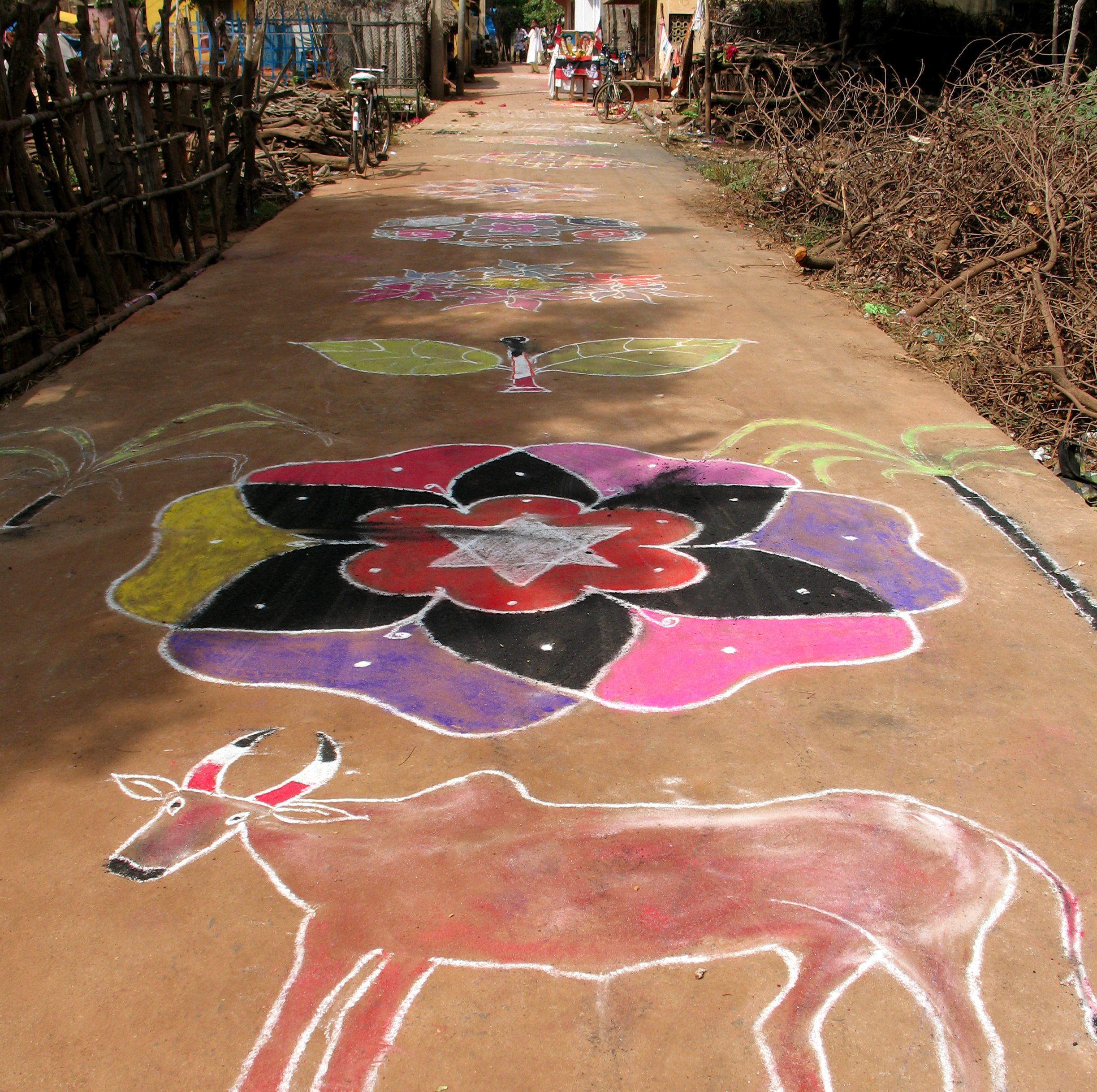
Décoration sur le sol (kolam) pour le Pongal, Tamil Nadu, Sud de l'Inde.

Mot provençal. La bandido était autrefois le retour des taureaux depuis les arènes après la course, et donnait lieu aux mêmes tentatives par les jeunes du pays de les faire échapper. Aujourd’hui, c'est une forme de lâchers de taureaux analogue à l'encierro. Selon les habitudes locales, tous les lâchers seront appelés encierros, ou tous seront appelés bandido, ou enfin, selon que c'est dans telle rue ou sur telle place, on utilisera l'un ou l'autre terme.
La formation du pluriel et la prononciation du O final appellent les mêmes remarques que pour abrivado.

### Le jallikattu
Le jallikattu est une tradition religieuse hindoue du sud de l'Inde connue également sous le nom de Manju Virattu (chasse du taureau). Elle se pratique dans l'État du Tamil Nadu, lors de la fête du Pongal, où l'on honore le bétail pour son labeur et où on l'adore tout particulièrement. Elle consiste à lâcher un ou plusieurs taureaux sur une place où des hommes tentent de maîtriser, à mains nues, l'animal qui a été béni en tout premier lieu par des brâhmanes.

### Le pacu jawi
Le pacu jawi (en minangkabau « course de taureaux ») est une course de taureaux traditionnelle à Tanah Datar, dans le Sumatra occidental, en Indonésie. En course, un jockey s'accroche à une paire de taureaux par la queue, tandis que les taureaux couvrent environ 60 à 250 mètres de piste boueuse dans une rizière. Bien que cela s'appelle une « course », les attelages de taureaux ne sont pas directement en compétition les uns contre les autres, et aucun vainqueur officiel n'est déclaré. Au lieu de cela, les spectateurs jugent les taureaux en fonction de leur performance (principalement leur vitesse et leur capacité à courir droit), et peuvent acheter des taureaux performants à un prix bien supérieur à leur prix habituel. Les habitants de Tanah Datar, en particulier les Minangkabau des nagaris (en) (villages locaux), perpétuent cette tradition depuis des siècles pour célébrer la fin de la récolte du riz. La course se déroule parallèlement à un festival culturel de village appelé alek pacu jawi.